# Austroliabum polymnioides
Austroliabum polymnioides là một loài thực vật có hoa trong họ Cúc. Loài này được (R.E.Fr.) H.Rob. & Brettell mô tả khoa học đầu tiên năm 1974.